# حسين مجيب المصري
شاعر وكاتب وأديب ومختص مصري بالأدب الإسلامي: العربي والفارسي والتركي. قاهري المنشأ وله عدة جهود في الأدب الإسلامي المقارن.

## مولده ونشأته
ولد حسين مجيب بمدينة القاهرة في 19 فبراير/ شباط لعام 1916م وسط عائلة أرستقراطية ذات نسل رفيع ونسبٍ أصيل. والده علي حسني بك كان عميداً لـ كلية دار العلوم (جامعة القاهرة)، ووالدته السيدة فاطمة ابنة أحد أعيان القاهرة وأحد النٌّظَّـار (الوزراء) القدماء في الدولة المصرية محمد ثاقب باشا. تعلم حسين مجيب اللغة الفرنسية في عُمرٍ مبكر بمساعدة مربيته النمساوية في قصر جده ثاقب باشا الكائن في حي شبرا بالقاهرة.

## اهتمامه بالشعر والأدب
كان مولعاً بالشعر منذ صغره، وبينما هو في مرحلة تعليمه الأساسية بدأت آثار أحمد شوقي وجبران خليل جبران ومصطفى صادق الرافعي الأدبية تشد انتباهه وبدأ في قرائتها. وعندما بلغ الرابعة عشر من عمره قد استطاع حفظ أشعار كبار شعراء العرب مثل: المتنبي وابن زيدون وابن الفارض. وعند بلوغه الخامسة عشر من عمره وبانتقال عائلته لحي الزمالك انتقلت أيضاً دراسته للمدرسة السعدية الثانوية وهناك بدأ في كتابة شعر باللغة الفرنسية. وفي عام 1931م نشر أول شعر عربي له في مجلة المدرسة بعنوان «وردةٌ ذابلة».

## حياته التعليمية والدراسية
و في عام 1935م التحق بـ كلية الآداب جامعة القاهرة في قسم اللغة العربية واللغات الشرقية. حسين مجيب الذي أظهر نجاحاً باهراً في سنوات الدراسة الجامعية استطاع أن يتعلم في تلك السنوات اللغات الفارسية والتركية والانجليزية والألمانية والإيطالية. واستناداً لنجاحاته البارزة والمثيرة للاهتمام تم تعيينه كمساعد في كلية الآداب جامعة عين شمس في قسم اللغتين الفارسية والتركية. في عام 1951م ومن أجل إكمال دراساته وأبحاثه المتعلقة بموضوع رسالة الدكتوراة الخاصة به ألا وهو الشاعر التركي «محمد بن سليمان» المعروف بلقب «فضولي البغدادي» وبـ اللغة التركية العثمانية: (فضولئ بغدادى)، اتجه حسين مجيب إلى استانبول وبدأ في زيارة المكتبات العامة وأماكن الأبحاث الأدبية لإكمال دراساته ومكث هناك لمدة عام. وبرجوعه إلى مصر أفحم العالم العربي بأول كتاب جامع شامل عن الأدب التركي مسمياً إيَّاه «تاريخُ الأدبِ التركيّ» ونشره بالقاهرة. وبنهاية بحثه في هذا المنوال عام 1955م أصبح بذلك أول باحث عربي يخوض في الدراسات الأدبية التركية وبعد ذلك أسس بنفسه قسم التركيَّـات (بالتركية: Türkoloji - بالإنجليزية: Turkology) في جامعة عين شمس. كان له صداقات حميمة مع محمد حسن الزيات ونجيب محفوظ الأديب العربي المصري الحاصل على جائزة نوبل في الأدب. ارتفع إلى رتبة «بروفيسور» نتيجةً لأعماله وأبحاثه الأدبية المثيرة للاهتمام والملفتة للانتباه ثم تعيَّن رئيساً للقسم ثم عميداً للكلية. ألقى عدة محاضرات في كل من جامعة القاهرة وجامعة عين شمس وجامعة الأزهر وجامعة حلوان والجامعة الأمريكية بالقاهرة ونشأ من تحت يده العديد من الطلاب. عمل أيضاً محاضراً في 20 جامعة مختلفة في الولايات المتحدة الأمريكية وأذربيجان وإيران والكويت والمملكة العربية السعودية وشمال أفريقيا والأردن وبريطانيا. وبناءً على نشاطه الفعال في هذا المجال تم اعطاؤه لقب «عميد دراسات الآداب الشرقية». تم تحضير موضوع رسالتي ماجستير ودكتوراه في مصر ورسالة دكتوراه في باكستان عن الدكتور حسين مجيب المصري.

## الجوائز التي حصل عليها
- ميدالية محمد إقبال - باكستان، 1977م، الذكرى المائة لميلاد الشاعر الباكستاني محمد إقبال السنوية.
- جائزة مكافأة النجاح الباهر - من طرف ضياء الحق الرئيس الباكستاني عام 1987م.
- دكتوراه فخرية من جامعة مرمرة - استانبول عام 1995م.
- ميدالية ذهبية من مركز أبحاث الإمام أحمد رضا - باكستان عام 1999م.
- جائزة وزارة الثقافة المصرية في الأدب الإسلامي - القاهرة عام 2003م.

## مهارته الشعرية
بدأ مجيب في إظهار مهارته الشعرية في عمر صغيرٍ حيث تأثر أولاً بـ الشعر العربي ثم بـ الشعر الفارسي والتركي وبدأ ينشر أشعاره باللغات الثلاثة في المجلات الأدبية بعد عام 1945م. بعد انتهائه من رسالة الدكتوراه بدأ في نشر أشعاره المكتوبة استناداً على قواعد وزن العروض على شكل دوواين شعرية ليس فقط من باب الدقة الفنية بل من باب إظهار المبادئ التي تأثر بها من الشعر التركي والفارسي كالحياة والموت والعشق والعاشق والمعشوق والمادة والروح. وقام أيضاً بتزيين أشعاره بالحكم وضروب الأمثال والتوافق الشعري الذي يُعرف بـ (آهنگ) بالفارسية متأثراً بذلك بالأدب الفارسي والتركي. ولأول مرة نقل مصطلح «الردف» من الشعر الفارسي والتركي للأدب العربي، وأدخل المثنوي وتركيب البند وترجيع البند التي تعتبر أنظمة شعرية فارسية بحتة للأدب العربي واستخدمها في أشعاره العربية وساهم في إكساب الأدب العربي أنواعاً جديدة أيضاً مثل: النعت والمعراج والمولد والرمضانية عبر إضافتهم إلى أشعاره. وله أيضاً تجارب عدة في كتابة أشعار تركية ولكن كما أوضحَ هو بنفسه لم تكن ناجحةً بقدر أشعاره العربية.

## دراساته المتعلقة بالأدب المقارن
من خلال دراساته وأبحاثه المهمة في الأدب المقارن أثبت وبجدارة أن كل من اللغات الثلاثة العربية والتركية والفارسية تتغذى من بعضهن البعض حيث كان هذا الموضوع مهملاً لسنوات عدة في العالم العربي والإسلامي. وكما أوضحنا قبل ذلك أنه عبر إدخاله وإكسابه الأدب العربي هذه الأنواع الجديدة من النظم الشعرية والنثرية أنشأ نوعاً جديداً من الأدب أسماه الأدب الإسلامي. ومن الجاذب للأنظار أن له آثاراً أدبية عدة حول الأدب الشعبي لكل المجتمعات المسلمة في دائرة الشرق الأوسط. داوم المصري أيضاً على نشر مقالاته العلمية والأدبية حول الأدب الإسلامي المقارن في العديد من المجلات والجرائد الأدبية وعلى رأسها مجلة مجمع اللغة العربية التي استمرت عضويته فيها لمدة 27 عاماً، ومجلة اللواء الجديد و منبر الشرق في مصر، وفي السعودية مجلة قافلة الزيت، وفي لبنان مجلة الأديب، وفي سوريا مجلة الورود.

## مؤلفاته وآثاره المترجمة

### مؤلفاته
- فارسيات وتركيات - القاهرة عام 1948م.
- من أدب الفرس والترك - القاهرة عام 1950م.
- تاريخ الأدب التركي - القاهرة عام 1951م. (تم ترجمته للفارسية مع صادق نشأت)
- شمعة وفراشة - أول كتاب شعر عربي - القاهرة عام 1955م.
- وردة وبلبل - القاهرة عام 1958م.
- في الأدب العربي والتركي - القاهرة هام 1962م.
- حسنٌ وعشق - القاهرة عام 1963م.
- همسة ونمسة - القاهرة عام 1964م.
- رمضان في الشعر العربي والفارسي والتركي - القاهرة عام 1965م.
- في الأدب الإسلامي: فضولي البغدادي أمير الشعر التركي القديم - القاهرة عام 1967م.
- صِلات بين العرب والفرس والترك - القاهرة عام 1970م.
- إيران ومصر عبر التاريخ - القاهرة عام 1972م.
- الصحابيُّ الجليل سلمان الفارسي عند العرب والفرس والترك - القاهرة عام 1973م.
- أبو أيوب الأنصاري عند العرب والترك - القاهرة عام 1974م.
- إقبال والعالم العربي - القاهرة عام 1976م. (له نسخة أخرى نشرها الكاتب بالإنجليزية)
- صُبح - ديوان شعر فارسي - لاهور عام 1977م.
- المجموع الجامع أردي-عربي (قاموس أردو-عربي) - كراتشي عام 1978م / مع حسن الأعظمي.
- الأدب التركي - القاهرة عام 1979م.
- في الأدب الشعبي الإسلامي المقارن - القاهرة 1980م.
- إقبال والمصلحين الإسلاميين - القاهرة 1980م.
- شوق وذكرى - القاهرة 1981م.
- وردةٌ ذابلة / صولغون بر گل - ديوان شعر عربي - تركي - القاهرة 1984م.
- المجموع الفارسي العربي الجامع - القاهرة 1984م.
- أثر الفرس لحضارات الإسلام - القاهرة 1984م.
- مصر في الشعر التركي والفارسي والعربي - القاهرة 1985م.
- موجة وصحراء - ديوان عربي - القاهرة 1986م.
- المرأة في الشعر العربي والفارسي والتركي - القاهرة 1989م.
- الأسطورة بين الأدب العربي والفارسي والتركي - القاهرة 1991م.
- معجم السلطان قابوس للأسماء العربية - القاهرة 1991م.
- أثر المعجم العربي في لغات الشعوب الإسلامية - القاهرة 1992م.
- الأندلس بين شوقي وإقبال - حلب 1994م.
- كربلاء بين شعراء الشعوب الإسلامية - القاهرة 2000م.
- غزوات الرسول بين شعراء الشعوب الإسلامية - القاهرة 2000م.[2]
- الإسراء و المعراج في الشعر العربي والفارسي والتركي - القاهرة 2000م.
- الفلاح في الشعر العربي والفارسي والتركي - القاهرة 2000م.
- معجم الدولة العثمانية، طبع سنة 2004 بالقاهرة.[3]
- بين والد وولده في الشعر العربي والفارسي والتركي والأردي - القاهرة 2004م.

### الآثار التي ترجمها
- في السماء - ترجمة لأثر الشاعر محمد إقبال (جاودنامه) - 1973
- هدية الحجاز - ترجمة لأثر الشاعر محمد إقبال (آرمغان حجاز) - 1975
- روضة الأسرار - ترجمة لأثر الشاعر محمد إقبال (گلشن راز جديد) - 1977
- مشرق زمين در آيينه - ترجمة للفارسية من الفرنسية من أثر نجم الدين بمَّات (L’orient dans un miroir) - 1979
- الأدب الفارسي القديم - ترجمة للعربية من الألمانية من أثر باول هورن (Geschichte der Persischen Litteratur) - 1980
- المولد الشريف - ترجمة من التركية لأثر الشاعر سليمان شلبي (وسيلة النجاة) - 1981
- ما وراء الطبيعة في إيران - ترجمة لرسالة دكتوراة الشاعر محمد إقبال (Six Lecture on the Reconstruction of Religious Thought in Islam) - 1987
- الأدب الإسلامي في شبه القارة الهندية الباكستانية - ترجمة أثر غراهام بيلي (Urdu Literature)- 1998
- الإسلام بين مد وجزر - ترجمة لأثر الكاتب الهندي ألطاف حسين حالي (مقدس مد وجزر اسلام) 1990
- الرحلة إلى مصر والسودان والحبشة - ترجمة مؤلف رحلة السياح التركي أوليا شلبي - 2006

قام أيضاً المصري بترجمة شعر (إلى شهداء چناق قلعه) (چناق قلعه شهيدلرينه / Çanakkale Şehitlerine) المكتوب من قبل الشاعر التركي محمد عاكف (أرصوي) المعروف بشاعر الاستقلال التركي صاحب قصيدة النشيد الوطني التركي (استقلال مارشى).

## وفاته
ارتحل حسين مجيب المصري إلى الرفيق الأعلى يوم 12 ديسمبر / كانون الأول 2004م في القاهرة ودفن في مقابر جده ثاقب باشا.